# ThunderCats
ThunderCats (Alternativtitel: ThunderCats - Die starken Katzen aus dem All) ist eine US-amerikanische Zeichentrickserie, basierend auf Charakteren von Tobin „Ted“ Wolf. Die Erstausstrahlung der Serie begann am 23. Januar 1985 bei dem Sender Syndication. Ihre deutschsprachige Erstausstrahlung war am 18. April 1991 auf Sat.1. 

## Handlung
Nachdem ihr Heimatplanet Thundera dem Untergang geweiht war, suchte ein erlesener Kreis der Rasse der ThunderCats ihr Heil in der Flucht. Nach jahrelanger Reise durch die Schwärze des Alls stranden die Katzenmenschen schließlich auf dem Planeten der „dritten Erde“. Unter dem Kommando ihres jungen Anführers Leo versuchen sie, sich in der neuen Heimat einzuleben und wieder häuslich niederzulassen. Doch der bösartige Untote Mumion sowie die ihm untergebenen Mutanten, welche zusammen mit den ThunderCats abstürzten, machen ihnen dieses Ansinnen mittels ihrer zahllosen Attacken nicht einfach. Die Katzenmenschen besitzen mit dem „Schwert von Omen“, welches das „Auge von Thundera“  beinhaltet, ein Artefakt von unschätzbarer Kraft. Es schützt die ThunderCats vor den besagten Feindparteien.

## Entstehung und Veröffentlichungen

### Fernsehserie
Geschaffen und produziert wurde diese 1983 aus der Taufe gehobene Reihe von der Firma Rankin/Bass Productions. Die Animation der Cartoons übernahm die Pacific Animation Corporation, welches der Arbeitstitel für einen Zusammenschluss mehrerer japanischer Studios (inklusive der Firma Topcraft, die später das bekannte Studio Ghibli formte) war.
Die erste Staffel der Serie, die 65 Episoden umfasst, wurde in den USA 1985 erstmals ausgestrahlt, gefolgt von dem Fernsehfilm ThunderCats - HO! 1986. Die Staffeln 2, 3 und 4 folgten einem anderen Veröffentlichungsformat von jeweils 20 Episoden, beginnend mit einem fünfteiligen Einleitungsplot. 1990 fand die Reihe ihren bisherigen Abschluss. Im deutschen Fernsehen wurde diese TV-Serie in den frühen Neunzigerjahren wiederholt gesendet.
Die ThunderCats-Rechte wurden ursprünglich von der Telepictures Corporation verwaltet, welche später mit der Firma Lorimar Productions fusionierte. Ende 1988 wurde die so entstandene Firma Lorimar-Telepictures vom Konzern Warner Bros. übernommen, welcher seit dieser Zeit auch Rechteinhaber der Serie ist.

### DVD-Veröffentlichung
Im April 2021 gab der deutsche Publisher Pidax Film bekannt, die Serie ab Juni erstmals auf DVD-Box zu veröffentlichen. Box eins beinhaltet die ersten 33 Episoden. Neben der deutschen Synchronisation ist auch die englische Originalfassung enthalten. Die Box kommt mit einer Altersfreigabe ab 12 Jahren aus.

### Videospiele
1987 veröffentlichte die Firma Elite Systems das Videospiel ThunderCats: The lost eye of Thundera für die Systeme Commodore 64/128, Sinclair Spectrum, Amstrad CPC, Atari ST und Commodore Amiga. Knapp zehn Jahre später stellte die Firma Warner Bros. außerdem ein ThunderCats-Online-Spiel auf der Seite ihres Sparten-TV-Senders Cartoon Network ein, in dem der Spieler in die Rolle des Protagonisten Leo (orig. Lion-O) schlüpfte.

### Geplante Verfilmung
Am 15. Juni 2007 wurde bekanntgegeben, dass Warner Bros. an einem CGI-animierten Film zur ThunderCats-Thematik arbeitet. Das entsprechende Drehbuch stammte aus der Feder von Paul Socoby, die Produktion übernahm die Firma Spring Creek Productions. Ein Release-Termin für den Film wurde nicht bekannt gegeben, als Regisseur nannte man Jerry O’Flaherty. Die Produktion wurde jedoch aufgrund der schlechten Erfahrungen mit dem CGI-Film Speed Racer eingestellt.

### Serienneustart
Anstelle einer Verfilmung wurde die Thundercats-Serie 2011 neu aufgelegt. Das Remake startete am 29. Juli 2011 im US-Fernsehprogramm.

## Charaktere

### Die ThunderCats und ihre Verbündeten
- Leo (Originalname: Lion-O) ist der Führer und Erbe des Herrscherhauses der ThunderCats. Als Zwölfjähriger nach der Zerstörung Thunderas auf die Reise durch das All geschickt, erlebte Leo seine frühe Jugend an Bord eines Raumers, der ihn und die Seinen schließlich auf die dritte Erde brachte. Dadurch erklärt sich auch seine teilweise fehlende Reife und Lebenserfahrung, die er sich im Laufe der Serie erst mühsam erwerben muss. Als Anführer der ThunderCats führt Leo das Schwert seiner Vorväter, in dessen Knauf sich auch das legendäre „Auge von Thundera“ befindet.

- Jago (Jaga) ist der besonnene Veteran und einst Führer der ThunderCats. Ihm wurde die Verantwortung übertragen, eine auserwählte Schar von adligen Thundercats sowie den Thronerben Leo und das Auge von Thundera mittels eines Fluchtraumschiffs vor der drohenden globalen Vernichtung des Planeten zu erretten. Im Verlaufe der langen Reise zur dritten Erde verstarb Jago allerdings. Er steht dem jungen Führer der ThunderCats jedoch weiterhin in Form einer Geisterscheinung mit seinem Wissens- und Erfahrungsschatz zur Seite.

- Tigro (Tygra) ist ein ruhiger und besonnen agierender Charakter. Nach Jago ist er der älteste der ThunderCats. Aufgrund seiner Weisheit und Autorität ist es zumeist Tigro, bei dem Leo Rat sucht und der in seiner Abwesenheit auch das Kommando der Cats übernimmt. Der fähige Architekt zeichnet des Weiteren verantwortlich für sämtliche Konstruktionen und Gebäude der ThunderCats. Zudem verfügt Tigro über illusionistische Fähigkeiten, mit denen er Visionen vor den Augen seiner Gegner erzeugen und sich selbst unsichtbar erscheinen lassen kann. Außerdem weiß er vortrefflich mit seiner Langpeitsche umzugehen.

- Panthro ist ein gereifteres Mitglied des ThunderCat-Trosses. In seiner Eigenschaft als kundiger Maschinist fungiert er als Chefmechaniker und Pilot der Truppe. Neben Leo ist er zudem der körperlich stärkste Vertreter der Katzenrasse. In Zusammenarbeit mit Tigro kreiert und wartet Panthro auch den Fuhrpark der ThunderCats, wie beispielsweise das Thundermobil. Im Kampf führt er ein Paar tödlicher Nunchakus, aus denen er zudem diverse chemische Substanzen mit verschiedenen Eigenschaften über seine Gegner versprühen kann. Des Weiteren hat er die Stacheln seines Brustpanzers so ausgestattet, dass er diese wie Projektile abfeuern kann.

- Geparda (Cheetara) ist die einzige erwachsene Frau der ThunderCats (bis zum späteren Auftauchen von Pumera). Die agile Kriegerin verfügt über einen an hellseherische Fähigkeiten grenzenden sechsten Sinn. Im Kampf glänzt sie vor allem durch ihre Geschwindigkeit, aber auch durch ihren Kampfstab.

- Mini-Kit & Mini-Kat (Wily-Kit & Wily-Kat) sind die jüngsten Mitglieder des ThunderCat-Teams. Durch ihre mangelnde Lebenserfahrung sowie ihre oft unbedachten und ungestümen Aktionen bringen sie sich und ihre Freunde nicht selten in Schwierigkeiten. Die Geschwister führen in ihren Gürteltaschen etliche Gimmicks, wie Steinschleudern, Gaskapseln und ähnliche Utensilien mit sich.

- Schnuff (Snarf), das pelzige, sprechende Tier, ist das, was am nächsten an ein Haustier der ThunderCats herankommt. Der freundliche Zeitgenosse ist ein eher vorsichtiger und oft auch etwas tollpatschiger Charakter. Da er keine speziellen Fähigkeiten oder Kampffähigkeiten vorweisen kann, sucht er sein Heil bei Konfrontationen meist in der Flucht.

### Die bösen Mächte
- Mumion (Mumm-Ra) ist der ewige Gegenspieler der ThunderCats auf der dritten Erde. Der untote Magier verfügt über nahezu unbegrenzte magische Fähigkeiten und strebt mit diesen nach der Erlangung seiner beiden erklärten Ziele: Inbesitznahme des mächtigen „Auges von Thundera“ sowie die Vernichtung der ThunderCats.

- Schleim (S-S-Slythe) ist der Führer der Mutantenrasse. Der schlichte Geist teilt mit Mumion die Abneigung gegen die ThunderCats, die er von seiner Welt tilgen will. Dem amphibischen Charakter folgt und gehorcht ein Heer von Echsenmenschen.

- Schackal (Jackalman) ist immer dann zur Stelle, wenn es kämpferisch ernst wird für Schleims Truppen. Mit seiner enormen Kampfstärke und Körperkraft stellt er allzeit einen ernstzunehmenden und gefährlichen Gegner für die ThunderCats dar. – Unter seinem Kommando befindet sich das Heer des Schakalvolkes.

- Affenmann (Monkian) ist der Tollpatsch der Mutantentruppe. Er stellt nur selten eine ernsthafte Gefahr für die Thundercats dar und ist seinen Befehlshabern nach misslungenen Aktionen oftmals ein willkommener Prügelknabe. – Trotzdem ist Affenmann der unumstrittene Patriarch eines Heeres von Affenmenschen.

- Geiermann (Vultureman) ist der Maschinist und Fahrzeugkonstrukteur der Mutanten.

## Synchronisation
| Rolle     | Originalsprecher | Deutscher Sprecher   |
| --------- | ---------------- | -------------------- |
| Leo       | Larry Kenney     | Marco Kröger         |
| Panthro   | Earle Hyman      | Ben Hecker           |
| Tigro     | Peter Newman     | Helgo Liebig         |
| Geparda   | Lynne Lipton     | Monika Barth         |
| Jago      | Earl Hammond     | Franz-Josef Steffens |
| Mini-Kat  | Peter Newman     | Stefan Brönneke      |
| Mini-Kit  | Lynne Lipton     | Saskia Bellahn       |
| Mumion    | Earl Hammond     | Herbert Tennigkeit   |
| Schleim   | Bob McFadden     | Helgo Liebig         |
| Affenmann | Peter Newman     | Ben Hecker           |
| Schakal   | Larry Kenney     | Klaus Dittmann       |